# Học bổng
Học bổng là khoản tiền được cấp cho một học sinh, sinh viên, học viên,... để giúp họ học tiếp trong một trường nào đó. Trường, tổ chức khác, hay cá nhân cấp học bổng vì nhiều lý do, ví dụ tài năng trong thi cử hay thể thao, hay khó khăn về tài chính của sinh viên. Tiêu chuẩn cấp học bổng thường phản ánh mục đích của người cho. Học bổng được trao nhằm khuyến khích các học sinh, sinh viên cố gắng học tập.

## Những loại học bổng
Học bổng có thể được phân thành các loại chính:
1. Dựa vào sự xuất sắc của người nhận - đây là nguồn trợ giúp về tài chính nhưng nó không bắt buộc người được trao học bổng phải có nhu cầu về tài chính. Học bổng được quyết định dựa trên các yếu tố như: thành tích thể thao, học vấn, nghệ thuật hay các khả năng khác. Về mặt tiền bạc thì giá trị của học bổng này thực chất không đáng kể, nhưng nó là phương tiện là động lực thúc đẩy sinh viên, học sinh phấn đấu học tập và nâng cao trình độ bản thân trong môn học nào đó. Tuy nhiên, không phải trong trường hợp nào cũng như vậy, cũng có khi đó lại là những học bổng lớn nhất.
2. Dựa vào nhu cầu tài chính - Việc nhận được học bổng phụ thuộc vào nhu cầu tài chính của gia đình người nhận học bổng. Đơn vị cấp học bổng (ở đây là các trường đại học, cao đẳng, tổ chức giáo dục...) sẽ dựa trên thu nhập cá nhân, tình hình tài chính của gia đình bạn để xét học bổng. Một số học bổng loại này đã gồm các khoản trợ cấp, nghĩa là bạn không phải trả lại số tiền đó. Trong khi có những học bổng khác dạng này, người nhận học bổng phải trả lại số tiền được nhận, thậm chí kèm tiền lãi.